# アムリーシュ・プリー
アムリーシュ・ラール・プリー（ヒンディー語: अमरीश लाल पुरी，ウルドゥー語: اَمریش لال پُری，英語: Amrish Lal Puri，1932年6月22日 - 2005年1月12日）は、インドの映画俳優。ヒンディー語作品を中心とした数多くの映画に出演した。

## 略歴
インドのパンジャーブ州ナワーンシェヘルで生まれ、シムラーのB・M・カレッジを卒業した。
1982年、『ガンジー』に出演する。1984年の映画『インディ・ジョーンズ/魔宮の伝説』でモラ・ラム役として知られている。
2005年1月12日、ムンバイで死去。72歳没。